# AIM-120 AMRAAM
AIM-120 AMRAAM (Advanced Medium-Range Air-to-Air Missile) – amerykański pocisk rakietowy powietrze-powietrze średniego zasięgu, z aktywnym naprowadzaniem radarowym, wspomaganym systemem nawigacji bezwładnościowej. Standardowy pocisk tej klasy amerykańskich sił powietrznych i lotnictwa marynarki wojennej oraz wielu krajów NATO.

## Historia
Prace projektowe nad nowym skuteczniejszym pociskiem rakietowym rozpoczęto około 1975 roku. Projekt miał charakter umowy pomiędzy Stanami Zjednoczonymi i innymi krajami zjednoczonymi NATO i mówił o wspólnym opracowaniu pocisku a później podzieleniu się technologią jego produkcji. Założeniem przedsięwzięcia było zbudowanie pocisku rakietowego klasy powietrze-powietrze zdolnego razić cele w zakresie od 5 do 70 kilometrów.
Zgodnie z umową na Stanach Zjednoczonych spoczywało opracowanie pocisku średniego zasięgu, a na pozostałych krajach nowego pocisku krótkiego zasięgu (ASRAAM), jednak ze względu na nieporozumienia pomiędzy stronami kontraktu, powstały dwa pociski europejskie, zakontraktowany AIM-132 ASRAAM i konkurencyjny do amerykańskiego AMRAAM, MBDA Meteor. W odpowiedzi Stany Zjednoczone zrezygnowały z europejskiego opracowania pocisku krótkiego zasięgu rozwijając i unowocześniając dotychczas używane AIM-9 Sidewinder.
Projekt amerykańskiego pocisku wyszedł poza fazę opracowań w 1979 roku, kiedy USAF wybrały dwóch z pięciu startujących w przetargu producentów, Raytheon i Hughes mających dokończyć prace. Przez 33 miesiące obie firmy budowały prototypy pocisków testując je w locie i starając się zaspokoić wszelkie wymagania sił powietrznych. Ostatecznie w grudniu 1981 roku w testach porównawczych zwyciężył projekt firmy Hughes, której zlecono budowę prototypowego pocisku w naturalnych wymiarach. W 1987 roku zlecono produkcję testowej serii pocisków zarówno firmie Hughes, jak i Raytheon, które zbudowały ich łącznie ponad 200 sztuk.
Pierwsza wersja seryjna pocisku AMRAAM oznaczona jako AIM-120A weszła do uzbrojenia we wrześniu 1991 roku i została użyta operacyjnie 2 lata później.
Odpowiedzią Rosji na wprowadzenie AIM-120 AMRAAM było skonstruowanie pocisku o podobnych, a zdaniem producenta wyższych, parametrach R-77 nazywanego na Zachodzie AMRAAMski.
Pierwszym zagranicznym użytkownikiem pocisków AIM-120D AMRAAM będzie Royal Australian Air Force. Zgodę na zakup przez Australię 450 pocisków bojowych oraz 34 ćwiczebnych wydał Departament Stanu Stanów Zjednoczonych.

## Konstrukcja pocisku AIM-120 AMRAAM
AMRAAM jest pociskiem rakietowym klasy powietrze-powietrze zdolnym zwalczać cele znajdujące się poza zasięgiem widoczności (BVR – Beyond Visual Range) w każdych warunkach pogodowych w dzień i w nocy. Naprowadzanie pocisku odbywa się najpierw aktywnie przy pomocy wbudowanego radaru i jest wspomagane przez bezwładnościowy system nawigacyjny, który jest potrzebny do atakowania celów z odległości większych niż zasięg wbudowanego radaru. Do przechwytywania celów z jeszcze większych odległości konieczna jest asysta pokładowego systemu radarowego samolotu nosiciela, który doprowadza pocisk na dystans wystarczający do automatycznego dalszego podążania za celem. AMRAAM należy do pocisków klasy wystrzel i zapomnij (ang. Fire and forget), co oznacza że samolot-nosiciel może się oddalić natychmiast po jego wystrzeleniu (chyba że potrzebna jest asysta radarowa do naprowadzania na najdalsze cele) lub ostrzelać jednocześnie kilka celów, albo podjąć działania obronne przed pociskami wroga.
W porównaniu z poprzednim pociskiem średniego zasięgu AIM-7 Sparrow, którego AMRAAM jest następcą, jest on szybszy, mniejszy i lżejszy, oraz posiada lepsze zdolności przechwytywania celów lecących na niskich pułapach. Wiąże się to w znacznej mierze z posiadaniem bezwładnościowego systemu nawigacyjnego połączonego z systemem elektronicznym, uniezależniającego pocisk od systemu kierowania ogniem samolotu-nosiciela.

## System naprowadzania pocisku
Wystrzeliwanie pocisku na duże odległości polega na wprowadzeniu do jego systemów elektronicznych danych o pozycji, kursie i prędkości celu z komputera pokładowego samolotu-nosiciela. Dane te są wykorzystywane do doprowadzenia pocisku przy pomocy systemu INS na wystarczającą do uruchomienia wbudowanego radaru odległość. Dane o celu mogą być uzyskane z radaru pokładowego samolotu, detektorów podczerwieni, także przez szynę danych (data-link) z innych samolotów lub AWACS-a.
W przypadku aktywnego naprowadzania na najdalsze cele, do systemów pocisku jest okresowo przesyłana z samolotu wystrzeliwującego lub wspomagającego, informacja o zmianach kursowych celu umożliwiająca dopasowanie trajektorii AMRAAMa w taki sposób, aby doprowadzić go na wystarczającą do uruchomienia wbudowanego radaru odległość. Jeśli cel znajduje się na oczekiwanej pozycji lub w pobliżu pocisk rozpoczyna automatyczne naprowadzanie się na niego. Jeśli atak odbywa się na odległości mniejszej niż zasięg wbudowanego radaru, aktywne naprowadzanie może się rozpocząć natychmiast po wystrzeleniu, co czyni AMRAAMa pociskiem prawdziwie wystrzel i zapomnij.
Nie wszyscy użytkownicy pocisków AMRAAM używają systemu do korygowania kursu podczas lotu do celu, co w niektórych przypadkach może się przyczynić do zmniejszenia jego efektywności. Początkowo RAF optował za rezygnacją z tego systemu w przenoszonych przez Tornado F3 maszynach, ale okazało się, że efektywność AMRAAMów przy ostrzeliwaniu celów poza zasięgiem widoczności jest zdecydowanie niższa niż starszych brytyjskich, naprowadzanych półaktywnie pocisków Skyflash. Dzieje się tak dlatego, że wbudowany w pocisk AIM-120 AMRAAM radar ma znacznie mniejszą moc, a co za tym idzie także zasięg, niż radar pokładowy wystrzeliwującego go samolotu.

## Wersje pocisku AIM-120 AMRAAM
- AIM-120A – pierwsza wersja produkcyjna pocisku AMRAAM wyprodukowana przez Hughes w 1988 roku. Obecnie ta wersja pocisku nie jest już produkowana;
- AIM-120B – następca AIM-120A obecnie będący w produkcji;
- AIM-120C – wersja ze zmniejszonymi powierzchniami sterowymi przeznaczona do przenoszenia w komorze uzbrojenia myśliwca F-22 Raptor;
  - AIM-120C-6 – pocisk w wersji z unowocześnionym zapalnikiem;
  - AIM-120C-7 – pocisk unowocześniony w 1998 roku o zmodyfikowanym systemie naprowadzania i wydłużonym zasięgu. Tę wersję pocisku przetestowano w 2003 roku i wprowadzono do uzbrojenia na początku 2005. Zadaniem AMRAAMa w wersji AIM-120C-7 jest zastąpienie pocisków AIM-54 Phoenix, których jedynymi nosicielami były samoloty F-14 Tomcat, zastąpione przez F/A-18 E/F Super Hornet.
- AIM-120D – rozwojowa wersja z unowocześnionym systemem naprowadzającym i wydłużonym o 50% w porównaniu do wersji AIM-120C-7 zasięgiem (ok. 160 km), ponadto posiada dwukierunkowe łącze przekazywania danych, dokładniejszy system pozycjonowania (GPS/IMU), ulepszone możliwości Hight-Angle Off-Boresight (HOBS)[2];
- P3I – program rozwojowy pocisku mający na celu dopracowanie systemów naprowadzających o większej efektywności i mniejszej podatności na zakłócenia, oraz nowej wersji jednostki napędowej, prawdopodobnie silnika strumieniowego.

## Naziemne systemy oparte na pociskach AMRAAM

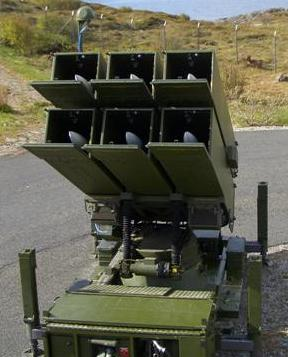
System rakietowy NASAMS

Firma Raytheon opracowała zamontowany na samochodzie Humvee przeciwlotniczy zestaw rakietowy SLAMRAAM (od Surface Launched AMRAAM – wystrzeliwany z ziemi AMRAAM) składający się z pięciu pocisków AMRAAM. System ten nie posiada własnego radaru, a informacje o celu czerpie z zewnętrznego zestawu radarowego, prawdopodobnie z systemu rakietowego Patriot. System SLAMRAAM pełni rolę uzupełniającą dla systemu Patriot zwalczając cele powietrzne lecące na niskich pułapach. Zasięg pocisków wystrzeliwanych z ziemi jest mniejszy ze względu na zerową prędkość początkową pocisku w przeciwieństwie do wystrzeliwania z lecącego samolotu.
Drugim naziemnym systemem rakietowym opartym na pociskach AMRAAM jest norweski NASAMS (od Norwegian Advanced Surface-to-Air Missile System – norweski zaawansowany system rakietowy ziemia powietrze) opracowany przez Kongsberg Defence & Aerospace, mający postać baterii zawierającej sześć pocisków AMRAAM, której dopełnieniem jest osobny zestaw radarowy i stanowisko kierowania.

## Użytkownicy

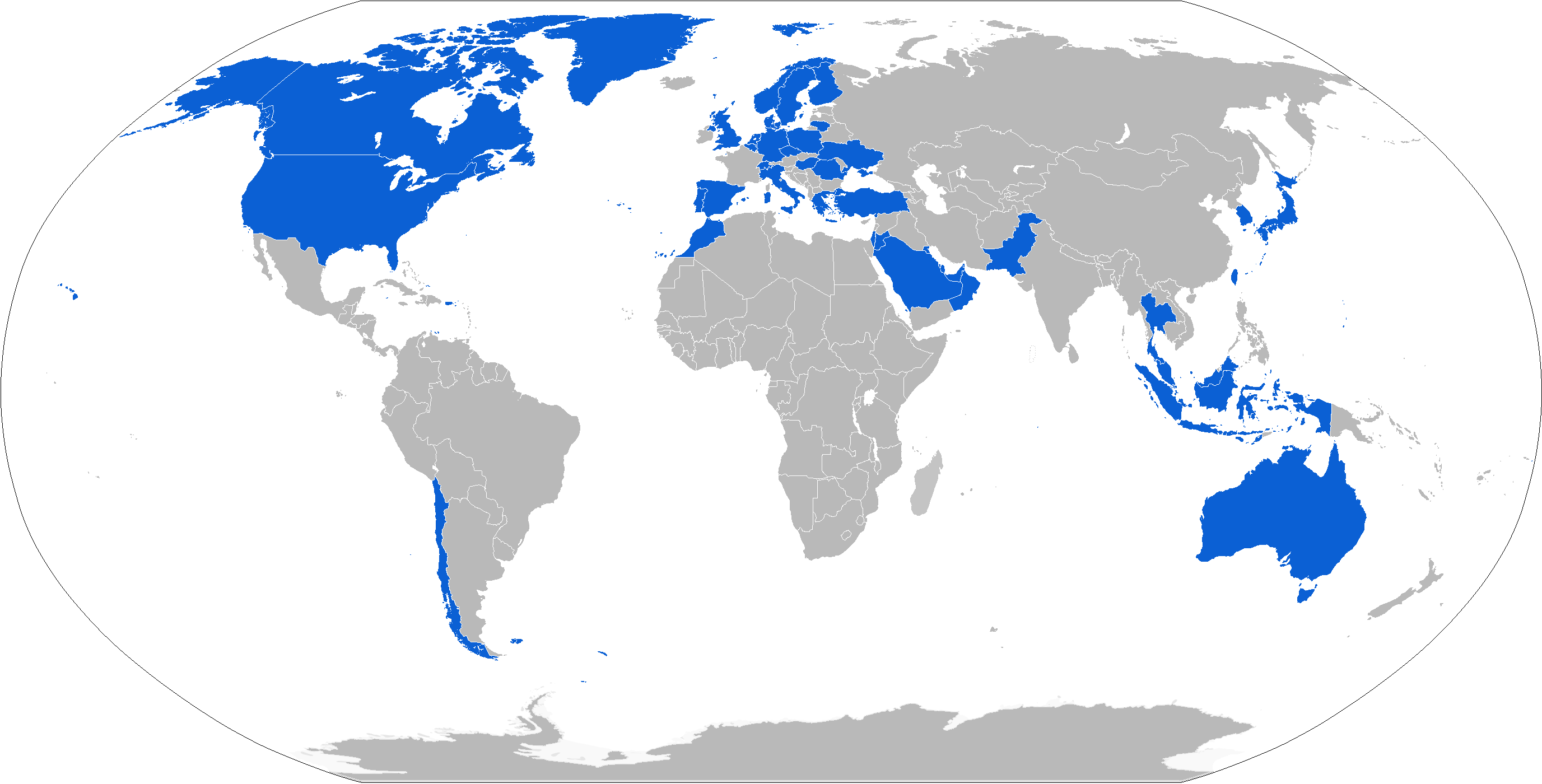
Operatorzy pocisków AIM-120

W 2017 roku Polska zamówiła 95 pocisków AIM-120C-7. W 2016 roku Australia zdecydowała się zakupić do 450 pocisków AIM-120D AMRAAM wraz z oprzyrządowaniem za kwotę 1,22 mld USD.